# Husbondliden
Husbondliden är en ort i Lycksele kommun. Orten klassades fram till 2005 som en småort
Här hålls i juli varje år Lapplandsveckan.